# زوي ليستر-جونز
زوي ليستر-جونز (بالإنجليزية: Zoe Lister-Jones)‏ (و. 1982  م) هي مغنية، وممثلة مسرحية، وممثلة تلفزيونية، وكاتبة سيناريو، وممثلة أفلام أمريكية، ولدت في بروكلين.

## التعليم
تعلمت في مدرسة تيش العليا للفنون.

## وصلات خارجية
- زوي ليستر-جونز على موقع IMDb (الإنجليزية)
- زوي ليستر-جونز على موقع روتن توميتوز (الإنجليزية)
- زوي ليستر-جونز على موقع ألو سيني (الفرنسية)
- زوي ليستر-جونز على موقع ميوزك برينز (الإنجليزية)
- زوي ليستر-جونز على موقع تيرنر كلاسيك موفيز (الإنجليزية)
- زوي ليستر-جونز على موقع أول موفي (الإنجليزية)
- زوي ليستر-جونز على موقع قاعدة بيانات برودواي على الإنترنت (الإنجليزية)
- زوي ليستر-جونز على موقع قاعدة بيانات الأفلام السويدية (السويدية)
- زوي ليستر-جونز على موقع قاعدة بيانات الفيلم (الإنجليزية)
- زوي ليستر-جونز على موقع كينوبويسك (الروسية)